# Келечек (Ош)
«Келечек» (кирг. Келечек) — киргизський футбольний клуб, який представляє місто Ош.

## Історія
ФК «Келечек» (Ош) дебютував у Топ Лізі в сезоні 2003 року, коли в «Південній зоні» посів передостаннє 6-те місце. Після цього у елітному дивізіоні національного чемпіонату команда більше не виступала. У національному кубку найкращим результатом команди став вихід до 1/4 фіналу турніру, де клуб за сумою двох поєдинків з рахунком 0:8 поступився Жаштик-Ак-Алтину. У наступному році «Келечек» у 1/16 фіналу турніру поступився клубу «Шараб-К» з села Араван з рахунком 1:4 та припинив боротьбу в кубку.

## Досягнення
- Топ-Ліга (Група Б)
  - 6-те місце (1): 2003

- Кубок Киргизстану
  - 1/4 фіналу (1): 2003